# Gouvernement Bouden/Hachani/Madouri/Zaafrani
Gouvernement Bouden
Gouvernement Hachani
Gouvernement Madouri
Gouvernement Zaafrani
République tunisienne
Mechichi 
Le gouvernement Bouden, Hachani, Madouri puis Zaafrani est le gouvernement de la Tunisie depuis le 11 octobre 2021. Il est dirigé par Najla Bouden puis par Ahmed Hachani à partir du 1er août 2023, par Kamel Madouri à partir du 8 août 2024 et enfin par Sarra Zaafrani à partir du 21 mars 2025. Il succède à celui de Hichem Mechichi.

## Historique

### Formation
Le 25 juillet 2021, le président Kaïs Saïed, invoquant l'article 80 de la Constitution, limoge le gouvernement Mechichi avec effet immédiat.
Dans la nuit du 23 au 24 août, la présidence annonce la prolongation sine die de la suspension du Parlement. Le 22 septembre, Saïed confirme par décret le prolongement des décisions ainsi que la dissolution de l'Instance provisoire chargée du contrôle de la constitutionnalité des projets de loi, et décide de suspendre les salaires et les bénéfices accordés au président de l'Assemblée des représentants du peuple et ses membres, et s'octroie le droit de gouverner par décret, récupérant de facto le pouvoir législatif,. Sa décision est critiquée par la plupart des partis, dont le Courant démocrate et Ennahdha, mais il conserve le soutien du Mouvement du peuple. Le 26 septembre, 2 000 personnes, majoritairement des partisans d'Ennahdha et de la Coalition de la dignité, manifestent contre ses décisions,.
Le 29 septembre, le président charge Najla Bouden de former un nouveau gouvernement. Elle est la première femme à accéder à cette fonction, en Tunisie et dans le monde arabe. Le 11 octobre, elle prête serment avec les membres de son gouvernement devant le président de la République.

### Évolution
Le 8 novembre 2021, Najla Bouden nomme Amel Adouani comme porte-parole du gouvernement. Le lendemain, cette dernière est démise de ses fonctions,. Le 15 novembre, c'est le ministre de la Formation professionnelle et de l'Emploi, Nasreddine Nsibi, qui devient porte-parole.
Le 8 mars 2022, la démission de la secrétaire d'État chargée de la Coopération internationale Aïda Hamdi est acceptée par le président de la République.
Le 6 janvier 2023, le président Kaïs Saïed annonce le limogeage de Fadhila Rebhi, ministre du Commerce et du Développement des exportations, remplacée par Kalthoum Ben Rejeb le 12 janvier. Le 30 janvier, les ministres Fethi Sellaouti (Éducation) et Mahmoud Elyes Hamza (Agriculture, Ressources hydrauliques et Pêche) sont à leur tour limogés et remplacés par Mohamed Ali Boughdiri et Abdelmonem Belaâti. Le 7 février, c'est le ministre Othman Jerandi (Affaires étrangères) qui est limogé et remplacé par Nabil Ammar. Le 13 février, Ridha Gabouj est nommé secrétaire d'État chargé des Eaux auprès du ministre de l'Agriculture, des Ressources hydrauliques et de la Pêche. Le 22 février, le président de la République met fin aux fonctions de Nasreddine Nsibi, ministre de la Formation professionnelle et de l'Emploi et porte-parole du gouvernement, et nomme Mounir Ben Rjiba comme secrétaire d'État auprès du ministre des Affaires étrangers, de la Migration et des Tunisiens à l'étranger. Le 17 mars, le ministre de l'Intérieur Taoufik Charfeddine annonce sa démission pour raisons familiales ; il est remplacé le jour même par Kamel Feki. Le 4 mai, Neila Gonji, ministre de l'Industrie, de l'Énergie et des Mines, est démise de ses fonctions par décret présidentiel. Bouden est remplacée par Ahmed Hachani dans la nuit du 1er au 2 août 2023 peu avant minuit.
Le 24 janvier 2024, le président nomme de nouveaux ministres et secrétaires d'État. Le 12 mars, le président limoge les ministres du Transport et des Affaires culturelles, ils sont remplacés respectivement à titre intérimaire par les ministres de l'Équipement et de l'Habitat ainsi que de l'Enseignement supérieur et de la Recherche scientifique. Le 1er avril, c'est au tour du ministre de l'Éducation d'être demis de ses fonctions ; il est remplacé par Saloua Abassi. Le 25 mai, Khaled Nouri est nommé ministre de l'Intérieur en remplacement de Feki, Kamel Maddouri ministre des Affaires sociales en remplacement de Malek Ezzahi et Sofien Ben Sadok secrétaire d'État auprès du ministre de l'Intérieur chargé de la Sécurité nationale.
Le 7 août 2024, Hachani est limogé de son poste de chef du gouvernement et remplacé par le ministre des Affaires sociales, Kamel Madouri. Le 25 août, le gouvernement est remanié avec l'entrée de 19 nouveaux ministres et trois secrétaires d'État,. Le 21 mars 2025, Madouri est limogé à son tour et remplacé par sa ministre de l'Équipement et de l'Habitat, Sarra Zaafrani.

## Composition initiale (11 octobre 2021)

### Chef du gouvernement
| Image | Fonction             |  | Nom          | Parti        |
| ----- | -------------------- |  | ------------ | ------------ |
|       | Chef du gouvernement |  | Najla Bouden | Indépendante |

### Ministres
| Image | Fonction                                                                             |  | Nom                     | Parti        |
| ----- | ------------------------------------------------------------------------------------ |  | ----------------------- | ------------ |
|       | Ministre de l'Intérieur                                                              |  | Taoufik Charfeddine     | Indépendant  |
|       | Ministre de la Défense nationale                                                     |  | Imed Memmich            | Indépendant  |
|       | Ministre des Affaires étrangères, de la Migration et des Tunisiens à l'étranger      |  | Othman Jerandi          | Indépendant  |
|       | Ministre de la Justice                                                               |  | Leïla Jaffel            | Indépendante |
|       | Ministre des Finances                                                                |  | Sihem Boughdiri         | Indépendante |
|       | Ministre de l'Économie et de la Planification                                        |  | Samir Saïed             | Indépendant  |
|       | Ministre de l'Industrie, de l'Énergie et des Mines                                   |  | Neila Gonji             | Indépendante |
|       | Ministre du Commerce et du Développement des exportations                            |  | Fadhila Rebhi           | Indépendante |
|       | Ministre de l'Agriculture, des Ressources hydrauliques et de la Pêche                |  | Mahmoud Elyes Hamza     | Indépendant  |
|       | Ministre des Affaires sociales                                                       |  | Malek Ezzahi            | Indépendant  |
|       | Ministre de la Santé                                                                 |  | Ali Mrabet              | Indépendant  |
|       | Ministre de l'Éducation                                                              |  | Fethi Sellaouti         | Indépendant  |
|       | Ministre de la Jeunesse et des Sports                                                |  | Kamel Deguiche          | Indépendant  |
|       | Ministre de la Formation professionnelle et de l'Emploi Porte-parole du gouvernement |  | Nasreddine Nsibi        | Indépendant  |
|       | Ministre de l'Enseignement supérieur et de la Recherche scientifique                 |  | Moncef Boukthir         | Indépendant  |
|       | Ministre du Transport                                                                |  | Rabie Majidi            | Indépendant  |
|       | Ministre des Technologies de la communication                                        |  | Nizar Ben Néji          | Indépendant  |
|       | Ministre de l'Équipement et de l'Habitat                                             |  | Sarra Zaafrani          | Indépendante |
|       | Ministre des Domaines de l'État et des Affaires foncières                            |  | Mohamed Rekik           | Indépendant  |
|       | Ministre de l'Environnement                                                          |  | Leila Chikhaoui         | Indépendante |
|       | Ministre du Tourisme                                                                 |  | Mohamed Moez Belhassine | Indépendant  |
|       | Ministre des Affaires religieuses                                                    |  | Ibrahim Chaibi          | Indépendant  |
|       | Ministre de la Famille, de la Femme, de l'Enfance et des Seniors                     |  | Amel Moussa Belhaj      | Indépendante |
|       | Ministre des Affaires culturelles                                                    |  | Hayet Guettat           | Indépendante |

### Secrétaire d'État
| Image | Fonction                                                   | Ministre de rattachement                                                        |  | Nom        | Parti        |
| ----- | ---------------------------------------------------------- | ------------------------------------------------------------------------------- |  | ---------- | ------------ |
|       | Secrétaire d'État chargée de la Coopération internationale | Ministre des Affaires étrangères, de la Migration et des Tunisiens à l'étranger |  | Aïda Hamdi | Indépendante |

## Remaniement du 24 janvier 2024

### Chef du gouvernement
| Image | Fonction             |  | Nom           | Parti       |
| ----- | -------------------- |  | ------------- | ----------- |
|       | Chef du gouvernement |  | Ahmed Hachani | Indépendant |

### Ministres
| Image | Fonction                                                                        |  | Nom                     | Parti        |
| ----- | ------------------------------------------------------------------------------- |  | ----------------------- | ------------ |
|       | Ministre de l'Intérieur                                                         |  | Kamel Feki              | Indépendant  |
|       | Ministre de la Défense nationale                                                |  | Imed Memmich            | Indépendant  |
|       | Ministre des Affaires étrangères, de la Migration et des Tunisiens à l'étranger |  | Nabil Ammar             | Indépendant  |
|       | Ministre de la Justice                                                          |  | Leïla Jaffel            | Indépendante |
|       | Ministre des Finances                                                           |  | Sihem Boughdiri         | Indépendante |
|       | Ministre de l'Économie et de la Planification                                   |  | Feryel Ouerghi          | Indépendante |
|       | Ministre de l'Industrie, de l'Énergie et des Mines                              |  | Fatma Thabet            | Indépendante |
|       | Ministre du Commerce et du Développement des exportations                       |  | Kalthoum Ben Rejeb      | Indépendante |
|       | Ministre de l'Agriculture, des Ressources hydrauliques et de la Pêche           |  | Abdelmonem Belaâti      | Indépendant  |
|       | Ministre des Affaires sociales                                                  |  | Malek Ezzahi            | Indépendant  |
|       | Ministre de la Santé                                                            |  | Ali Mrabet              | Indépendant  |
|       | Ministre de l'Éducation                                                         |  | Mohamed Ali Boughdiri   | Indépendant  |
|       | Ministre de la Jeunesse et des Sports                                           |  | Kamel Deguiche          | Indépendant  |
|       | Ministre de la Formation professionnelle et de l'Emploi                         |  | Lotfi Dhiab             | Indépendant  |
|       | Ministre de l'Enseignement supérieur et de la Recherche scientifique            |  | Moncef Boukthir         | Indépendant  |
|       | Ministre du Transport                                                           |  | Rabie Majidi            | Indépendant  |
|       | Ministre des Technologies de la communication                                   |  | Nizar Ben Néji          | Indépendant  |
|       | Ministre de l'Équipement et de l'Habitat                                        |  | Sarra Zaafrani          | Indépendante |
|       | Ministre des Domaines de l'État et des Affaires foncières                       |  | Mohamed Rekik           | Indépendant  |
|       | Ministre de l'Environnement                                                     |  | Leila Chikhaoui         | Indépendante |
|       | Ministre du Tourisme                                                            |  | Mohamed Moez Belhassine | Indépendant  |
|       | Ministre des Affaires religieuses                                               |  | Ibrahim Chaibi          | Indépendant  |
|       | Ministre de la Famille, de la Femme, de l'Enfance et des Seniors                |  | Amel Moussa Belhaj      | Indépendante |
|       | Ministre des Affaires culturelles                                               |  | Hayet Guettat           | Indépendante |

### Secrétaires d'État
| Image | Fonction                                                     | Ministre de rattachement                                                        |  | Nom               | Parti       |
| ----- | ------------------------------------------------------------ | ------------------------------------------------------------------------------- |  | ----------------- | ----------- |
|       | Secrétaire d'État                                            | Ministre des Affaires étrangères, de la Migration et des Tunisiens à l'étranger |  | Mounir Ben Rjiba  | Indépendant |
|       | Secrétaire d'État chargé des Petites et Moyennes entreprises | Ministre de l'Économie et de la Planification                                   |  | Samir Abdelhafidh | Indépendant |
|       | Secrétaire d'État chargé des Eaux                            | Ministre de l'Agriculture, des Ressources hydrauliques et de la Pêche           |  | Ridha Gabouj      | Indépendant |
|       | Secrétaire d'État chargé de la Transition énergétique        | Ministre de l'Industrie, de l'Énergie et des Mines                              |  | Wael Chouchène    | Indépendant |
|       | Secrétaire d'État chargé des Entreprises communautaires      | Ministre de la Formation professionnelle et de l'Emploi                         |  | Riadh Chaoued     | Indépendant |

## Remaniement du 25 août 2024

### Chef du gouvernement
| Image | Fonction             |  | Nom           | Parti       |
| ----- | -------------------- |  | ------------- | ----------- |
|       | Chef du gouvernement |  | Kamel Madouri | Indépendant |

### Ministres
| Image | Fonction                                                                        |  | Nom                  | Parti        |
| ----- | ------------------------------------------------------------------------------- |  | -------------------- | ------------ |
|       | Ministre de l'Intérieur                                                         |  | Khaled Nouri         | Indépendant  |
|       | Ministre de la Défense nationale                                                |  | Khaled Sehili        | Indépendant  |
|       | Ministre des Affaires étrangères, de la Migration et des Tunisiens à l'étranger |  | Mohamed Ali Nafti    | Indépendant  |
|       | Ministre de la Justice                                                          |  | Leïla Jaffel         | Indépendante |
|       | Ministre des Finances                                                           |  | Sihem Boughdiri      | Indépendante |
|       | Ministre de l'Économie et de la Planification                                   |  | Samir Abdelhafidh    | Indépendant  |
|       | Ministre de l'Industrie, de l'Énergie et des Mines                              |  | Fatma Thabet         | Indépendante |
|       | Ministre du Commerce et du Développement des exportations                       |  | Samir Abid           | Indépendant  |
|       | Ministre de l'Agriculture, des Ressources hydrauliques et de la Pêche           |  | Ezzeddine Ben Cheikh | Indépendant  |
|       | Ministre des Affaires sociales                                                  |  | Issam Lahmar         | Indépendant  |
|       | Ministre de la Santé                                                            |  | Mustapha Ferjani     | Indépendant  |
|       | Ministre de l'Éducation                                                         |  | Noureddine Nouri     | Indépendant  |
|       | Ministre de la Jeunesse et des Sports                                           |  | Sadok Mourali        | Indépendant  |
|       | Ministre de la Formation professionnelle et de l'Emploi                         |  | Riadh Chaouad        | Indépendant  |
|       | Ministre de l'Enseignement supérieur et de la Recherche scientifique            |  | Mondher Belaid       | Indépendant  |
|       | Ministre du Transport                                                           |  | Rachid Amri          | Indépendant  |
|       | Ministre des Technologies de l'information                                      |  | Sofiène Hemissi      | Indépendant  |
|       | Ministre de l'Équipement et de l'Habitat                                        |  | Sarra Zaafrani       | Indépendante |
|       | Ministre des Domaines de l'État et des Affaires foncières                       |  | Wajdi Hdhili         | Indépendant  |
|       | Ministre de l'Environnement                                                     |  | Habib Abid           | Indépendant  |
|       | Ministre du Tourisme                                                            |  | Soufiane Tekaya      | Indépendant  |
|       | Ministre des Affaires religieuses                                               |  | Ahmed Bouhali        | Indépendant  |
|       | Ministre de la Famille, de la Femme, de l'Enfance et des Seniors                |  | Asma Jebri           | Indépendante |
|       | Ministre des Affaires culturelles                                               |  | Amina Srarfi         | Indépendante |

### Secrétaires d'État
| Image | Fonction                                                 | Ministre de rattachement                                                        |  | Nom              | Parti        |
| ----- | -------------------------------------------------------- | ------------------------------------------------------------------------------- |  | ---------------- | ------------ |
|       | Secrétaire d'État chargé de la Sûreté nationale          | Ministre de l'Intérieur                                                         |  | Sofien Bessadok  | Indépendant  |
|       | Secrétaire d'État                                        | Ministre des Affaires étrangères, de la Migration et des Tunisiens à l'étranger |  | Mohamed Ben Ayed | Indépendant  |
|       | Secrétaire d'État chargé des Eaux                        | Ministre de l'Agriculture, des Ressources hydrauliques et de la Pêche           |  | Hamadi Habib     | Indépendant  |
|       | Secrétaire d'État chargé de la Transition énergétique    | Ministre de l'Industrie, de l'Énergie et des Mines                              |  | Wael Chouchène   | Indépendant  |
|       | Secrétaire d'État chargée des Entreprises communautaires | Ministre de la Formation professionnelle et de l'Emploi                         |  | Hasna Jiballah   | Indépendante |

## Remaniement partiel du 21 mars 2025

### Chef du gouvernement
| Image | Fonction             |  | Nom            | Parti        |
| ----- | -------------------- |  | -------------- | ------------ |
|       | Chef du gouvernement |  | Sarra Zaafrani | Indépendante |

### Ministres
| Image | Fonction                                                                        |  | Nom                  | Parti        |
| ----- | ------------------------------------------------------------------------------- |  | -------------------- | ------------ |
|       | Ministre de l'Intérieur                                                         |  | Khaled Nouri         | Indépendant  |
|       | Ministre de la Défense nationale                                                |  | Khaled Sehili        | Indépendant  |
|       | Ministre des Affaires étrangères, de la Migration et des Tunisiens à l'étranger |  | Mohamed Ali Nafti    | Indépendant  |
|       | Ministre de la Justice                                                          |  | Leïla Jaffel         | Indépendante |
|       | Ministre des Finances                                                           |  | Mechket Slama        | Indépendante |
|       | Ministre de l'Économie et de la Planification                                   |  | Samir Abdelhafidh    | Indépendant  |
|       | Ministre de l'Industrie, de l'Énergie et des Mines                              |  | Fatma Thabet         | Indépendante |
|       | Ministre du Commerce et du Développement des exportations                       |  | Samir Abid           | Indépendant  |
|       | Ministre de l'Agriculture, des Ressources hydrauliques et de la Pêche           |  | Ezzeddine Ben Cheikh | Indépendant  |
|       | Ministre des Affaires sociales                                                  |  | Issam Lahmar         | Indépendant  |
|       | Ministre de la Santé                                                            |  | Mustapha Ferjani     | Indépendant  |
|       | Ministre de l'Éducation                                                         |  | Noureddine Nouri     | Indépendant  |
|       | Ministre de la Jeunesse et des Sports                                           |  | Sadok Mourali        | Indépendant  |
|       | Ministre de la Formation professionnelle et de l'Emploi                         |  | Riadh Chaouad        | Indépendant  |
|       | Ministre de l'Enseignement supérieur et de la Recherche scientifique            |  | Mondher Belaid       | Indépendant  |
|       | Ministre du Transport                                                           |  | Rachid Amri          | Indépendant  |
|       | Ministre des Technologies de l'information                                      |  | Sofiène Hemissi      | Indépendant  |
|       | Ministre de l'Équipement et de l'Habitat                                        |  | Slah Zouari          | Indépendant  |
|       | Ministre des Domaines de l'État et des Affaires foncières                       |  | Wajdi Hdhili         | Indépendant  |
|       | Ministre de l'Environnement                                                     |  | Habib Abid           | Indépendant  |
|       | Ministre du Tourisme                                                            |  | Soufiane Tekaya      | Indépendant  |
|       | Ministre des Affaires religieuses                                               |  | Ahmed Bouhali        | Indépendant  |
|       | Ministre de la Famille, de la Femme, de l'Enfance et des Seniors                |  | Asma Jebri           | Indépendante |
|       | Ministre des Affaires culturelles                                               |  | Amina Srarfi         | Indépendante |

### Secrétaires d'État
| Image | Fonction                                                 | Ministre de rattachement                                                        |  | Nom              | Parti        |
| ----- | -------------------------------------------------------- | ------------------------------------------------------------------------------- |  | ---------------- | ------------ |
|       | Secrétaire d'État chargé de la Sûreté nationale          | Ministre de l'Intérieur                                                         |  | Sofien Bessadok  | Indépendant  |
|       | Secrétaire d'État                                        | Ministre des Affaires étrangères, de la Migration et des Tunisiens à l'étranger |  | Mohamed Ben Ayed | Indépendant  |
|       | Secrétaire d'État chargé des Eaux                        | Ministre de l'Agriculture, des Ressources hydrauliques et de la Pêche           |  | Hamadi Habib     | Indépendant  |
|       | Secrétaire d'État chargé de la Transition énergétique    | Ministre de l'Industrie, de l'Énergie et des Mines                              |  | Wael Chouchène   | Indépendant  |
|       | Secrétaire d'État chargée des Entreprises communautaires | Ministre de la Formation professionnelle et de l'Emploi                         |  | Hasna Jiballah   | Indépendante |

## Féminisation du gouvernement
Le gouvernement compte initialement dix femmes sur 26 membres (38,46 %) : Najla Bouden, chef du gouvernement, Leïla Jaffel, ministre de la Justice, Sihem Boughdiri, ministre des Finances, Neila Gonji, ministre de l'Industrie, de l'Energie et des Mines, Fadhila Rebhi, ministre du Commerce et du Développement des exportations, Sarra Zaafrani, ministre de l'Equipement et de l'Habitat, Amel Moussa Belhaj, ministre de la Famille, de la Femme, de l'Enfance et des Seniors, Hayet Guettat, ministre des Affaires culturelles, Leila Chikhaoui, ministre de l'Environnement et Aïda Hamdi secrétaire d'État auprès du ministre des Affaires étrangères, de la Migration et des Tunisiens à l'étranger chargée de la Coopération internationale.